# Al-Kàmil ibn al-Àdil
Al-Màlik al-Kàmil Abu-l-Maali Nàssir-ad-Din Muhàmmad ibn al-Àdil (àrab: الملك الكامل أبو المعالي ناصر الدين محمد بن العادل, al-Malik al-Kāmil Abū al-Maʿālī Nāṣr ad-Dīn Muḥammad b. al-ʿĀdil), més conegut simplement com al-Kàmil ibn al-Àdil o al-Kàmil (vers 1177/1180-1238) fou sultà aiúbida d'Egipte (1218-1238) i Damasc (1237-1238).
Fou representant del seu pare al-Àdil I a la Jazira. A la mort del sultà d'Egipte al-Aziz Uthman ibn Salah-ad-Din (1193-1198) les forces a Egipte es van dividir entre les que afavorien com a cap de família a al-Àfdal ibn Salah-ad-Din de Damasc i les que afavorien a al-Àdil. Aquest fou assetjat a Damasc però l'arribada de les seves forces des de Mesopotàmia dirigides pel seu fill al-Kàmil li va permetre fer aixecar el setge i llavors van empaitar a al-Afdal que va fugir cap a Egipte, el van derrotar i pare i fill van entrar al Caire el 6 de juliol del 1200, on al-Àdil fou proclamat soldà. A la seva proclamació es va oposar ad-Dhàhir ibn Salah-ad-Din d'Alep (1186-1216), que va marxar contra Damasc que altre cop fou assetjada però fou derrotat i perseguit fins a Alep on finalment va haver de reconèixer al-Àdil (1202).
El 1207 el califa abbàssida va reconèixer al-Àdil I com a sultà. Llavors aquest va distribuir les províncies entre els seus fills: al-Kàmil l'Egipte, al-Muàddham la província de Damasc, al-Àwhad la Jazira (Mayyafarikin) i al-Àixraf el Diyar Bakr. Cadascun va assolir el seu govern com a virrei, no com a sobirà, i el pare romania a Egipte i podia anar a la província que considerés necessari. A Alep va respectar a adh-Dhàhir i va assegurar la successió pel seu fill al-Aziz ibn adh-Dhàhir (nebot d'al-Àdil) i tanmateix va respectar les branques col·laterals d'Homs i Hammah o Hamat. Al-Kàmil es va establir a la fortalesa anomenada Kalat al-Djabal que s'havia acabat feia poc.
Successives treves amb els croats es van trencar el 1217 quan va arribar la Cinquena Croada. Llavors al-Àdil I va anar a Síria per ajudar a al-Muàddham a protegir Damasc i Jerusalem; gran part de l'exèrcit va restar a Egipte; el juny del 1218 els francs van atacar Egipte desembarcant a Damiata i van ocupar la principal fortalesa d'aquest port anomenada Burj as-Sílsila (‘Torre de la Cadena’) el 24 d'agost de 1218 obrint un braç del Nil a la flota. Al-Àdil I es va posar malalt (potser de saber la notícia) i va morir al seu camp a Damasc el 31 d'agost de 1218 quan organitzava reforços per protegir Damiata i després d'aconsellar als seus fills retornar Jerusalem als croats per obtenir la pau definitiva. Al-Kàmil fou proclamat sultà d'Egipte i degà aiúbida. La tàctica d'al-Kàmil fou merament defensiva i això va molestar a l'exèrcit i un general, Imad-ad-Din ibn Maixtub, emir de Nablús (Naplusa) va intentar un cop d'estat per enderrocar a al-Kàmil i substituir-lo per un dels seus germans, el jove al-Faiz, que podia controlar. Al-Kàmil va poder fugir la nit del 4 al 5 de febrer de 1219 cap a Síria amb el seu germà al-Muàddham, deixant el campament i l'exèrcit aviat es va dispersar. Amb l'ajut del seu germà va poder sotmetre als revoltats. El 5 de novembre de 1219 els francs es van apoderar finalment de Damiata, però al-Kàmil els podia controlar des d'un camp establert una mica al sud de la ciutat, a al-Mansura. L'agost del 1221 més tropes reunides per tots els prínceps aiúbides (principalment el de Damasc al-Muàddham i el de la Jazira al-Àixraf) van arribar com a reforç; els croats intentaven avançar cap al Caire però es van trobar rodejats per tots costats, i després d'una lluita sagnant es van haver de rendir el 27 d'agost de 1221; a canvi de la sortida sans i estalvis van haver d'entregar Damiata i sortir d'Egipte, amb el qual va acabar la cinquena croada.

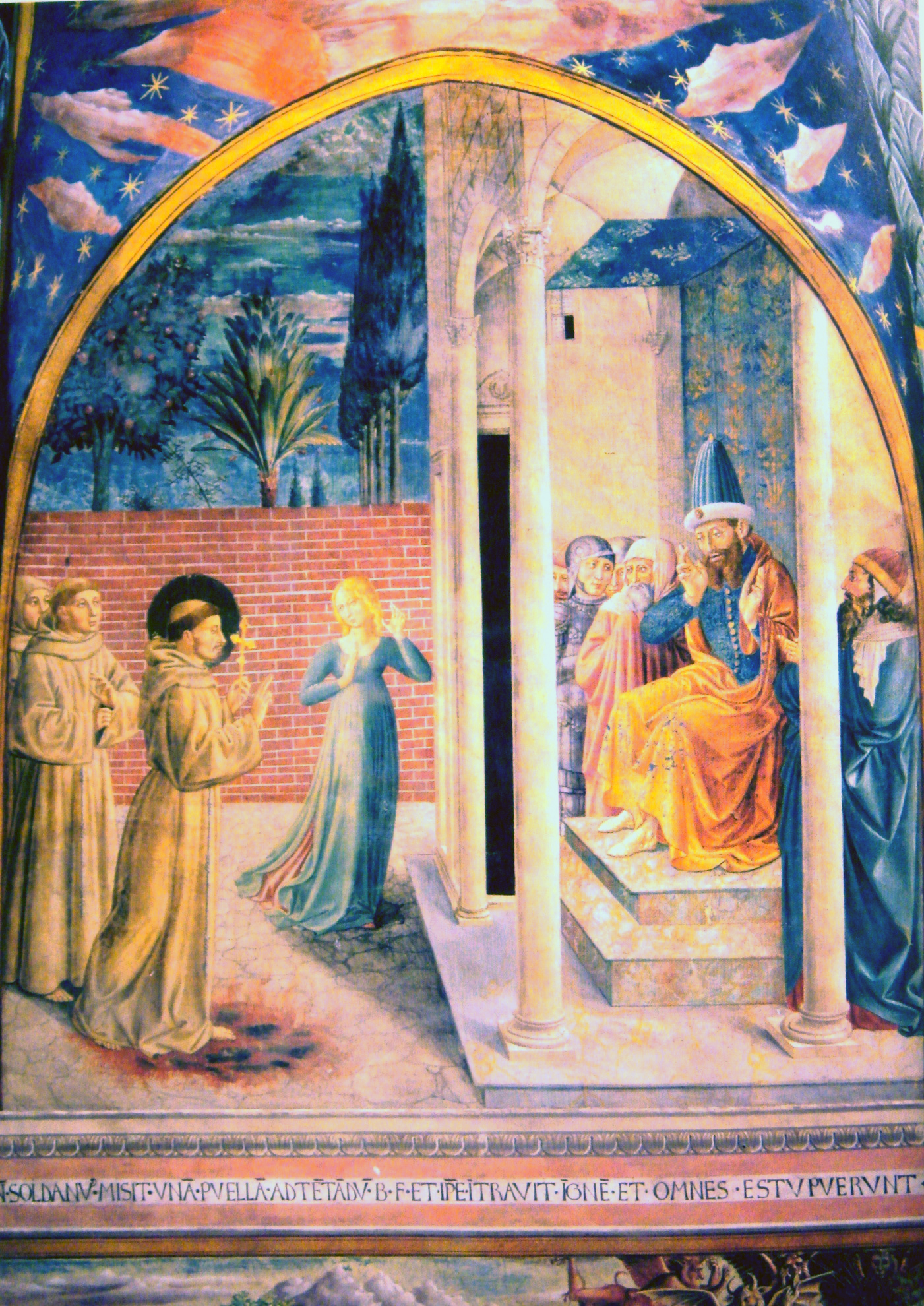
Sant Francesc d'Assís i Al-Kàmil (s. XV)

Des de 1221 a 1227 va disputar l'hegemonia al seu germà al-Muàddham ibn al-Àdil de Damasc (1218-1227). Al-Àixraf ibn al-Àdil del Diyar Bakr (1218-1237) va anar al Caire i es va aliar a al-Kàmil (1222). Al-Muàddham va haver de cedir enfront del seu germà del Diyar Bakr dues vegades, la primera en la successió d'Hamat a la que va renunciar, i la segona en la possessió d'Akhlat. El 1225 al-Muàddham de Damasc es va aliar al xa de Coràsmia Jalal-ad-Din Mangubertí i llavors es va poder imposar al seu germà que va haver d'arribar a un acord i el setembre de 1226 va anar a Damasc per reconèixer la sobirania del seu germà i renunciar als seus drets feudals a Homs i Hamat; fou retingut com a virtual presoner fins al maig/juny del 1227 però sobtadament al-Muàddham va morir el 2 de novembre de 1227 i el seu fill al-Nasir Dawud ibn al-Muàddham (1227-1229) de 21 anys, va reconèixer la sobirania d'al-Kàmil d'Egipte.
El 1227 van córrer rumors d'una nova croada i al-Kàmil, a la vista que no estava en condicions de resistir, i recordant el consell patern, va entrar en contacte amb l'emperador Frederic II i li va oferir totes les conquestes de Saladí. Frederic II va acceptar i el 7 de setembre de 1228 va desembarcar a Sant Joan d'Acre; després d'unes negociacions es va signar el tractat que retornava el regne de Jerusalem als francs (11 de febrer de 1229). Mentre es va entrevistar amb el seu germà al-Àixraf a Tall al-Adjul prop de Gaza i es va decidir que al-Nasir Dawud hauria de cedir Damasc a al-Àixraf (1228); els dos germans van marxar contra Damasc que van ocupar després d'un setge no gaire llarg el 15 de juny de 1229. An-Nàssir Dàwud va rebre en compensació el feu de Kerak i al-Shabwbak, i al-Àixraf va passar a ser príncep de Damasc. Tots van reconèixer al-Kàmil com a cap suprem aiúbida. Al-Àixraf va renunciar als seus dominis a Diyar Bakr i la Jazira en favor dels prínceps que donaven suport a l'arranjament i reconeixien a al-Kàmil. Aquest va visitar la Jazira per un temps i va retornar a Egipte el maig del 1230.
Poc després va haver de tornar a Jazira a una reunió de prínceps a Salamiyya, davant l'imminent atac mongol. No obstant els mongols no van atacar i llavors al-Kàmil va decidir ocupar Amida que estava governada per un emir ortúquida, al-Massud Rukn-ad-Din, que gaudia de mala fama (octubre de 1232). Amida fou ocupada i encara que Masud es va sotmetre fou enviat presoner al Caire i poc després es va rendir la seva altra fortalesa d'Hisn Kayfa (1233). Aquesta darrera fou donada al filla d'al-Kàmil, Najm-ad-Din Ayyub que el 1236 va rebre tanmateix Amida. Així al-Kàmil dominava Diyar Bakr i la Jazira. Va retornar al Caire el 1233 però ja abans d'entrar a la ciutat va tenir notícia de la conquesta d'Akhlat pel sultà seljúcida de Rum Kay Kobad, cosa que el va decidir a un atac general contra els seljúcides amb la idea de conquerir territoris pels prínceps aiúbides de Síria per agafar el control d'aquesta directament per Egipte; el juny de 1234 va iniciar l'ofensiva sortint de Salamiyya a la Jazira, però no va tenir èxit; el poc suport i manca de confiança dels prínceps aiúbides va fer fracassar l'expedició i al-Kàmil va retornar al Caire l'agost del 1234; en arribar va tenir notícies que al-Àixraf era atacat pels seljúcides i va haver de retornar a Síria; va ajudar el seu germà i després d'una estada llarga a Damasc va tornar al caire el setembre/octubre de 1236.
La successió a Alep (1236) va portar a un conflicte entre al-Kàmil i al-Àixraf. Estava a punt d'esclatar la guerra quan al-Àixraf es va posar malalt i va morir pocs mesos després, el 27 d'agost de 1237. El va succeir el seu germà as-Sàlih Ismaïl ibn al-Àdil. Llavors va anar a Damasc amb el seu nebot an-Nàssir Dàwud, al qual havia promès la ciutat, i la va ocupar després de dos mesos de setge (5 de gener de 1238), però abans de poder instal·lar al seu nebot i poder ocupar Alep es va posar malalt i va morir el dimecres 6 de març de 1238, sent enterrat a Damasc. El va succeir a Egipte i Damasc el seu fill al-Àdil II ibn al-Kàmil.